# 南乌克兰集团军群
南乌克兰集团军群（德語：Heeresgruppe Südukraine）是二戰期間東線战场德軍的一個集团军群。
南乌克兰集团军群来自A集团军群，於1944年4月5日通過更名為而成立。該集团军群在雅西-奇西瑙攻勢中参与了行動，並在傷亡慘重後於1944年9月23日午夜重新划定為南方集团军群。
作戰序列如下：
- 第6集团军
- 第8集团军
- 罗马尼亚第3集团军
- 罗马尼亚第4集团军

## 註腳
1. ↑  Ziemke 2002，第312頁.